# Viaduc de la Loire
Ne doit pas être confondu avec Viaduc de la Loire (LGV Atlantique).
Le viaduc de la Loire est un viaduc situé aux Ponts-de-Cé, près d'Angers en Maine-et-Loire (Pays de la Loire). Il permet à l'autoroute A87 (rocade Est d'Angers) de traverser la Loire et le Louet à l'est des Ponts-de-Cé.

## Histoire
Ouvert en 1976,, il fut doublé en 2010-2012 pour permettre une mise à 2x3 voies et supporter ainsi les 50 000 véhicules qui l'empruntent chaque jour. C'est le plus long pont de Maine-et-Loire.
L'entreprise Vinci, en lien avec la LPO Anjou, y a installé une centaine de gîte pour chauves-souris. 

## Sources et références
1. 1 2  Le viaduc de la Loire mis en service cet été
2. ↑  Le nouveau viaduc de la Loire a été inauguré
3. ↑  Insolite. Des refuges pour les chauves-souris sous le viaduc de l’autoroute à Angers